# McCaysville
McCaysville – miasto w Stanach Zjednoczonych, w stanie Georgia, w hrabstwie Fannin.